# Diaphorus nigripennis
Diaphorus nigripennis är en tvåvingeart som beskrevs av Van Duzee 1932. Diaphorus nigripennis ingår i släktet Diaphorus och familjen styltflugor.
Artens utbredningsområde är Peru. Inga underarter finns listade i Catalogue of Life.